# عبدو مدخنة
عبدو مدخنة (1980-...) منتج ومخرج سوري من مواليد مدينة النبك في سوريا أخرج العديد من الأفلام والبرامج التلفزيونية والسلسلات الوثائقية.

## نبذة شخصية
ولد المخرج عبدو مدخنة في مدينة النبك التابعة لمحافظة ريف دمشق عام 1980 وتخرج من كلية الصحافة والإعلام في جامعة دمشق عام 2003، أسس مجموعة آرت هاوس التي نشطت في دمشق بين عامي 2003 و2007 أخرج خلالها فيلم صمت الحواس الذي كان أول أعماله عام 2004 والذي عُرض في دار الأوبرا، وكان أحد أعضاء الفريق الأول المؤسس لقناة أورينت نيوز في سوريا عام 2008م.

## الأعمال التي أنتجها أو أخرجها

### الأفلام
- 2004 صمت الحواس: فيلم سينمائي راقص من انتاج التلفزيون السوري.[2]
- 2010 زهر الرمان
- 2011 الجمعة 42
- 2015 في حضرة جلال الدين الرومي: وثائقي يحكي سيرة حياة المتصوف التركي جلال الدين الرومي [3]
- 2016 حراس الديمقراطية
- 2016 سجن العقرب
- 2017 يا سلام
- 2017 السد العظيم: فيلم وثائقي.[4]
- 2018 الفن والسياسة
- 2018 الجحيم سخرة الموت: عُرض على قناة أورينت.[5]
- 2020 صراع البقاء: فيلم وثائقي عُرض على قناة الجزيرة الوثائقية.[6][7][8]
- 2022 300 يوم في إسرائيل: فيلم وثائقي عن رواية خيري الذهبي وقصة أسره في إسرائيل.[9]

### البرامج التلفزيونية
- 2008 نقطة أول السطر: عُرض على قناة أورينت.
- 2009 غرفة العمليات: عُرض على قناة أورينت.
- 2009 نايت لايف: عُرض على قناة أورينت.
- 2010 بداية جديدة: عُرض على قناة أورينت.
- 2011 مطبخ بلدي: عُرض على قناة أورينت.[10]
- 2013 ذاكرة المخابرات السورية: سلسلة وثائقية عُرضت على قناة أورينت.
- 2014 تغيرنا: عُرض على قناة أورينت.
- 2014 مرمر زماني: عُرض على قناة أورينت.
- 2015 خارج المكان: عُرض على قناة أورينت.
- 2017 تكسي الضايعين: عُرض على قناة أورينت.[11]
- 2018 أبديت: عُرض على قناة أورينت.[12]
- 2018 سوق المدينة: عُرض على قناة أورينت.[13]
- 2018 خطوة: عُرض على قناة أورينت.[14]

## الجوائز التي حصل عليها
- الجائزة البرونزية في مهرجان الإعلام العربي في الأردن عن فيلم (في حضرة جلال الدين الرومي) عام 2015م.[3]
- جائزة الدولفين الفضي عن فيلم صراع البقاء، ضمن فعاليات مهرجان كان السينمائي (CannesCorporate Media & TV Awards)[15] كأفضل فيلم ديكودراما (Docudrama) لعام 2022.[6][7][16]